# ديتريش ألبرشت
ديتريش ألبرشت (4 فبراير 1940 بغدانسك في بولندا - ) هو لاعب كرة قدم أمريكي وألماني في مركز الهجوم. شارك مع منتخب الولايات المتحدة لكرة القدم. أما مع النوادي، فقد لعب مع شتورم غراتس وNew York Hungaria ‏ وكليفلاند ستوكرز وBaltimore Bays ‏ وPhiladelphia Spartans ‏.

## وصلات خارجية
- ديتريش ألبرشت على موقع ناشيونال فوتبول تيمز (الإنجليزية)
- ديتريش ألبرشت على موقع عالم كرة القدم.نت (الإنجليزية)